# 오콘
1996년 설립된 오콘은 국내 최초 모션 캡쳐 방식을 도입해 애니메이션을 제작한 대한민국 최고의 글로벌 디지털 콘텐츠 기업이다. 지난 25년여간 수백편의 작품을 선보이며 디지털 콘텐츠 기획과 제작 분야에서 노하우를 축적해왔다.
오콘은 서울대학교 산업디자인학과 출신 경영진들과 국내외 유수 애니메이션 전문가들의 기술력, 풍부한 제작 노하우를 바탕으로 한 고품질 3D 애니메이션, '뽀롱뽀롱 뽀로로' 와 '선물공룡디보', '꼬마히어로 슈퍼잭' 등을 선보였다. 세계적인 페스티벌 수상을 통해 글로벌 디지털 콘텐츠 기업으로 인정받으며 국내외에서 활발한 활동을 이어가고 있다.

현재는 ‘글로벌 종합 콘텐츠 스튜디오’로서 애니메이션 제작을 통해 검증된 기획 개발 역량을 웹툰/ 웹소설, 게임, 드라마, 라이브 필름 및 실시간 모션 캡쳐를 통한 버츄얼 인플루언서, 패션 전시, XR, 헬스케어 서비스 등 어린이, 청소년, 일반 성인과 가족 대상 콘텐츠 IP전반의 사업으로 폭넓게 확장하며 꾸준히 성장하고 있다. 자회사로는 신개념 헬스케어 서비스 파프리카 (popprika), 몰입형 기술 엔터테인먼트 전문 기업 더투에이치 (the2H), 게임 개발사 페퍼콘 (peppercon) 등이 함께 시너지를 내고 있다.

## 위치
경기도 성남시 분당구 판교로 253 판교이노밸리 B, C동

## 연혁
| 년도 | 내용 |
| ---- | --- |
| 1996 | 오콘 설립                                                                                               |
| 1998 | ‘Lullu Rarra 댄스댄스’ 방영 (SBS 인기가요)                                                              |
| 1999 | 시사 만평 ‘나잘난 박사’ 방영 (SBS 뉴스)                                                                 |
| 2000 | ‘닥터 강다구’ 방영 (SBS 도전 퀴즈 여왕)                                                                 |
| 2002 | 오다리 Oops! 파일럿 제작                                                                                |
| 2002 | ‘디비 래비’ 제작 방영 (M Net Japan)                                                                     |
| 2003 | ‘뽀롱뽀롱 뽀로로 시즌1’ 제작                                                                            |
| 2003 | 유럽 유명 애니메이션 제작사와 'INISCOOL' 애니메이션 공동 제작                                           |
| 2003 | Annecy Festival (France) Best TV Series 본선                                                            |
| 2003 | Cartoon on the Bay (Italy) Best Character of the Year 본선                                              |
| 2003 | Best TV Series for Infants 본선                                                                         |
| 2003 | Best Program of the Tear 본선                                                                           |
| 2003 | Anima Mundi (Brazil) Best TV Series 본선                                                                |
| 2003 | Kids Screen, Products Profiles 선정                                                                     |
| 2003 | VARIETY, Programs worth watching 선정                                                                   |
| 2003 | CHANNEL 21 Int’ 1 Shows not to miss 선정 – INISCHOOL                                                    |
| 2003 | KIDSCREEN ‘올해의 주목해야 할 캐릭터’ 선정                                                              |
| 2003 | 2003 캐릭터 애니메이션 대상                                                                             |
| 2003 | 디지털 콘텐츠 대상 국무총리상 수상                                                                      |
| 2003 | 한국 애니메이션 대상 대통령상                                                                           |
| 2004 | 장편 애니메이션 '뽀로로의 대모험' 제작                                                                  |
| 2004 | 장편 OVA 애니메이션 ‘뽀로로의 크리스마스 구출 작전’ 제작 (EBS)                                          |
| 2004 | ‘INISCOOL’제작 (GRANADA)                                                                                |
| 2004 | ‘나잘난 박사의 경제Q’제작 방영 (SBS)                                                                    |
| 2004 | '선물공룡 디보' 파일럿 지원 프로젝트 (KOCCA) 1위선정                                                    |
| 2004 | '태권 패밀리' 기획                                                                                      |
| 2004 | STAR PROJECT (KOCCA) 1위선정                                                                            |
| 2004 | 대한민국 캐릭터 대상 2004 문화부 장관상 수상                                                            |
| 2004 | Animation Magazine, Up for Grabs : MIPCOM Highlights 선정 –디보                                         |
| 2005 | ‘선물공룡 디보’제작                                                                                     |
| 2005 | New York KIDSCREEN (U.S.A) 표지모델 선정 – 디보                                                         |
| 2005 | Spain Film Festival (Spain) 본선 – 디보                                                                 |
| 2005 | Chicago Film Festival (U.S.A) 본선 – 디보                                                               |
| 2005 | Cartoons on the Bay (Italy) Best TV Series 부문 본선 – 디보                                             |
| 2005 | Cartoons on the Bay PULCINELLA AWARDS 2005(Italy) 심사위원상 – 디보                                     |
| 2005 | Cartoons on the Bay (Italy) Best TV Movie 부문 본선                                                     |
| 2005 | STAR PROJECT (KOCCA) 1위선정 –디보                                                                      |
| 2005 | ‘뽀롱뽀롱 뽀로로 Season 2’기획 개발 (EBS)                                                               |
| 2005 | ‘태권 패밀리’ 기획 개발 (EBS)                                                                           |
| 2005 | Cartoons on the Bay (Italy) Best TV Movie 본선 –뽀로로                                                  |
| 2005 | Cartoons on the Bay (Italy) all audience 본선 –INISCOOL                                                 |
| 2005 | 프랑스 방영 시청 점유율 1위(TF1)                                                                        |
| 2005 | 대한민국 캐릭터 대상 문화부장관상 –뽀로로                                                               |
| 2006 | ‘선물공룡 디보’ 방영                                                                                    |
| 2006 | '선물공룡 디보' 국내 방영                                                                               |
| 2006 | 국내 방영 시청 점유율 1위(EBS)                                                                          |
| 2006 | 골드만 삭스 1200만불 투자 유치                                                                          |
| 2006 | 대한민국 캐릭터대상 대통령상 수상 –뽀로로                                                               |
| 2006 | 제 3회 성공혁신대회 국무총리상 수상                                                                     |
| 2006 | Stuttgart Festival of Animated Film (독일) 본선 – 디보                                                  |
| 2006 | Red Stick International Animation Festival (미국) 본선 – 디보                                           |
| 2006 | Cartoons on the Bay (Italy) – 디보                                                                      |
| 2006 | ANIMADRID ANIMATION FESTIVAL 본선 진출 (Spain) – 디보                                                   |
| 2007 | 조기 두뇌 계발 프로젝트 ‘Brain Touch’ 시리즈 제작                                                       |
| 2007 | 어린이 논술 학원 ‘이안서가’ 자회사 설립                                                                 |
| 2007 | 대한민국 캐릭터대상 대통령상 수상 – 뽀로로                                                              |
| 2007 | 애니메이션 대상 문화부장관상 수상 – 디보                                                                |
| 2007 | Cartoons on the Bay (Italy) Best TV Series 부문 본선 – 디보                                             |
| 2007 | Cartoons on the Bay (Italy) showcase 한국 대표 선정 – 디보                                              |
| 2007 | Intermational Trickfilm Festival Stuttgart (Germany) Animated Series Preschool – 디보                   |
| 2008 | ‘선물공룡 디보 1분 쇼’ 제작                                                                             |
| 2008 | 뽀로로와 얼음나라 대탐험 체험전                                                                         |
| 2008 | 선물 공룡 디보 자체 완구 상품 출시                                                                      |
| 2008 | 대한민국 캐릭터대상 대통령상 수상 – 뽀로로                                                              |
| 2008 | 애니메이션 대상 문화부장관상 수상 – 디보                                                                |
| 2009 | 극장판 장편 애니메이션 ‘뽀로로와 신나는 아이스 레이싱’ 기획                                             |
|      | IPTV 영어 교육 컨텐츠 ‘디보의 STORY BOOK’제작, 송출                                                     |
|      | ‘디보와 노래해요’ 제작, 방영                                                                            |
|      | 디보의 선물나라 체험전                                                                                  |
|      | 디보의 초록선물 뮤지컬                                                                                  |
|      | 뽀로로와 비밀의 방 뮤지컬                                                                               |
| 2010 | 뮤지컬 “뽀로로의 대모험”                                                                                |
| 2010 | ‘서울캐릭터라이선싱페어 2010’ 참가 – 디보                                                               |
| 2010 | 광주 ACE FAIR 2010 참가 – 뽀로로, 디보                                                                  |
| 2010 | 세이브더칠드런 홍보대사 위촉                                                                            |
| 2011 | 월드 IT쇼 참가                                                                                          |
| 2011 | 뮤지컬 “뽀로로와 동화여행” 앵콜                                                                         |
| 2011 | 뮤지컬 “디보와 슈퍼밴드”                                                                                |
| 2011 | 뮤지컬 “슈퍼영웅 뽀로로”                                                                                |
| 2011 | 체험전 “뽀로로의 신기한 놀이터”                                                                         |
| 2011 | 지식서비스 창업대전 국무총리 표창 수상 – 김일호 대표                                                    |
| 2011 | 제 48의 무역의 날 캐릭터/애니 부문 공로패 수상 – 김일호 대표                                            |
| 2011 | 경기도콘텐츠기업협의회 신임 회장 취임 – 김일호 대표                                                     |
| 2011 | 하이원엔터테인먼트와 뽀로로 극장판 투자계획 체결                                                        |
| 2011 | 에버랜드 뽀로로 3D 어드벤쳐 영상 제작                                                                   |
| 2011 | 특허청과 국제적 발명교육 애니메이션을 공동 제작 MOU체결 –뽀로로                                         |
| 2011 | 올해의 브랜드 대상 [한국소비자 브랜드위원회] – 특별상 (뽀로로)                                          |
| 2011 | 타이코 사모투자전문회사 주주 참여 –제3자배정신주인수                                                    |
| 2012 | 경기도 성남시 분당구 판교이노밸리로 사옥 이전                                                           |
| 2012 | 에너지관리공단과 동절기 전기절약 교육 애니메이션 제작 – 디보                                            |
| 2012 | 경기지방경찰청 아동안전 홍보대상 위촉 – 디보                                                            |
| 2012 | 대한민국 경제리더 대상 글로벌 경영부문 – 김일호 대표                                                    |
| 2012 | 대한민국 TV앱 이노베이션 대상 – 뽀로로 매직북                                                           |
| 2013 | 뽀로로 극장판 "뽀로로의 슈퍼썰매 대모험" 개봉                                                           |
| 2013 | 문화경영대상 CICON                                                                                      |
| 2013 | 창조브랜드 대상                                                                                         |
| 2013 | 한국어 홍보대사 임명 – 김일호 대표                                                                      |
| 2013 | 대한민국 3D 콘텐츠대상 “뽀로로 극장판 "뽀로로의 슈퍼썰매 대모험” - 미래창조과학부장관상                 |
| 2013 | 2013 청소년을 위한 좋은 영상물 “뽀로로 극장판 "뽀로로의 슈퍼썰매 대모험”- 영상물등급위원회              |
| 2014 | 창조브랜드대상 문화콘텐츠 부문 대상                                                                     |
| 2014 | 뽀로로 극장판 "뽀로로의 눈요정 대모험 극장판 개봉                                                       |
| 2015 | 뽀로로 극장판 Discovery channel 방영                                                                    |
| 2015 | 경찰청 단편 애니메이션 "출동 포돌이가 간다 !" 제작 및 방송                                              |
| 2015 | 경찰청 장편 TV 애니메이션 프로젝트 수주                                                                 |
| 2015 | 뽀로로 극장판 “컴퓨터 왕국 대모험” 12월 개봉                                                            |
| 2016 | 경찰청 장편 TV 애니메이션 “토이캅” KOCCA 4억 지원                                                       |
| 2016 | 뽀로로 극장판 “공룡섬 대모험” 가이아벤처투자 4억 투자 유치                                              |
| 2016 | TV 애니메이션 “토이캅 시즌 1 KBS 9월 방영                                                               |
| 2017 | 뽀로로 극장판 “공룡섬 대모험” 12월 7일 개봉                                                             |
| 2017 | 뽀로로 극장판 “공룡섬 대모험 대교 5억 / 슈퍼잭 대교 10억 투자 완료                                      |
| 2017 | 뽀로로 극장판 “공룡섬 대모험 KTB 5억 투자 완료                                                          |
| 2017 | 슈퍼잭 대명 5억 투자 완료                                                                               |
| 2017 | 슈퍼잭 EBS 4억 투자 완료                                                                                |
| 2018 | TV 애니메이션 “토이캅 시즌 2 KBS 4월 방영                                                               |
| 2018 | 슈퍼잭 장편 TV 애니메이션 EBS 8월 방영                                                                  |
| 2018 | CB (전화사채) 150억 투자 유치                                                                           |
| 2019 | 뽀로로 극장판 “보물섬 대모험” 4월 25일 개봉                                                             |
| 2019 | 슈퍼햄찌 수입 영화 개봉                                                                                 |
| 2019 | 슈퍼잭2 EBS 투자 완료                                                                                   |
| 2020 | 슈퍼잭2 장편 TV 애니메이션 EBS 8월 방영                                                                 |
| 2020 | CB (전화사채) 15억 투자 유치(마이다스 동아-엔에스씨 애니메이션 캐릭터 투자조합)                         |
| 2020 | 뽀로로 극장판 6편 < 뽀로로 드래곤 캐슬 대모험 5억 투자 완료                                             |
| 2020 | 뽀로로 극장판 7편 <뽀로로 슈퍼스타 대모험> 5억 투자 완료                                                |
| 2021 | 카카오 프렌즈 레이싱 VR 게임 개발                                                                       |
| 2021 | KN투자파트너스 호러나이츠 영상플랫폼 애니메이션 20억 투자 완료                                          |
| 2022 | 뽀로로 극장판 < 뽀로로 드래곤 캐슬 대모험 > 7월28일 개봉                                                |
| 2022 | 대교콘텐츠융합전문투자조합 은둔형 마법사 5억 투자 유치                                                  |
| 2022 | 제주더큰내일센터 「더 탐나는 프로그램」 탐나는 기업 등록                                                |
| 2022 | 대교애니메이션전문투자조합 뽀로로 바이러스를 없애줘! 10억 투자 유치                                     |
| 2022 | 대교애니메이션전문투자조합 뽀로로 바닷속 대모험 10억 투자 유치                                          |
| 2022 | 뽀로로 극장판 '뽀로로 드래곤캐슬 대모험’ 제26회 부천국제판타스틱영화제(BIFAN) ‘저 세상 패밀리상’을 수상 |
| 2022 | CJ인베스트먼트 다이스 10억 투자 유치 / 호러나이츠 10억 투자 유치                                        |
| 2022 | 뽀로로 영화 <뽀로로 바이러스를 없애줘!> 12월1일 개봉                                                    |
| 2022 | 2022 대한민국 콘텐츠 대상 문화부장관상 수상 – 드래곤캐슬 대모험                                         |
| 2022 | 오콘 병역지정업체 선정                                                                                  |
| 2023 | OTT 애니메이션 <호러나이츠 : 1601호의 주문> 안시국제애니메이션영화제 공식단편부문 노미네이트            |
| 2023 | F/W 서울패션위크 그리디어스X오콘 콜라보 패션쇼 진행                                                     |
| 2023 | 뽀로로 영화 <뽀로로 슈퍼스타 대모험> 12월 13일 개봉                                                     |
| 2023 | 파라다이스에 중독되다 웹툰 및 모바일 게임 제작 중                                                       |
| 2023 | 영상플랫폼 애니메이션 <호러나이츠> 제작 중                                                              |
| 2023 | 노블코믹스 <은둔형 마법사> 웹툰 제작 중                                                                 |

## 사건·사고 및 논란

### 뽀로로 캐릭터 1조원 매각제안설
2011년 7월 13일 미국 디즈니로부터 뽀로로 캐릭터를 1조원에 매각하라는 제안을 김일호 대표가 거절했다는 언론 보도로 화제가 되었다.
2011년 7월 15일 월트 디즈니사 컴패니 아태지역 부사장 알라나 홀 스미스(Alannah Hall-Smith)는 홍보 대행사를 통해 “뽀로로는 국내외의 많은 사람들에게 사랑을 받고 있는 유명한 캐릭터이며, 디즈니 또한 뽀로로의 팬이지만 명확히 할 사실은 디즈니사에서는 뽀로로 캐릭터의 인수를 제안한 사실이 없다”고 밝혔으며 이에 오콘 측은 동일 오후 5시 30분께 보도자료를 통해 “디즈니를 만난 것은 사실”이라며 “하지만 인수 금액 부분은 디즈니사 이야기가 아닌 다른 회사의 에이전트로부터 들은 내용을 강연 중 뭉뚱그려 에피소드로 전달한 것이 와전된 것”이라고 밝혔다.